# Юрий Глазков
Юрий Николаевич Глазков е съветски космонавт.

## Биография
Роден е в Москва. След завършването на средното си образование постъпва във военното училище в Ставропол. След 1957 г. учи във висшето Харковско авиационно училище. След като го завършва през 1962 г., работи в авиационни войски.
От 1965 г. е член на групата на съветските космонавти. Преминал е пълен курс по космонавтика и подготовка за полет с кораби тип „Салют“. През 1974 г. защитава успешно дисертация, а през 1976 г. участва в групата за поддръжка на космическия кораб „Съюз-21“. През февруари 1977 г. заедно с Виктор Василиевич Горбатко участва в полет с кораба „Съюз-24“. Полетът трае над 17 дни.
Носител е на орден Ленин, орден Червена звезда, както и други медали за заслуги към СССР. По време на своята кариера пише голямо количество разкази и други кратки произведения в жанр научна фантастика.